# Los Cacaos
Los Cacaos è un comune della Repubblica Dominicana di 7.494 abitanti, situato nella Provincia di San Cristóbal. 